# Kanton Château-Salins
Kanton Château-Salins (fr. Canton de Château-Salins) byl francouzský kanton v departementu Moselle v regionu Lotrinsko. Tvořilo ho 31 obcí. Zrušen byl po reformě kantonů 2014.

## Obce kantonu
- Aboncourt-sur-Seille
- Achain
- Amelécourt
- Attilloncourt
- Bellange
- Bioncourt
- Burlioncourt
- Chambrey
- Château-Salins
- Château-Voué
- Conthil
- Dalhain
- Fresnes-en-Saulnois
- Gerbécourt
- Grémecey
- Haboudange
- Hampont
- Haraucourt-sur-Seille
- Lubécourt
- Manhoué
- Morville-lès-Vic
- Obreck
- Pettoncourt
- Pévange
- Puttigny
- Riche
- Salonnes
- Sotzeling
- Vannecourt
- Vaxy
- Wuisse